# Foltsávos pajzsbogár
A foltsávos pajzsbogár (Cassida vibex) a rovarok (Insecta) osztályának bogarak (Coleoptera) rendjébe, ezen belül a mindenevő bogarak (Polyphaga) alrendjébe és a levélbogárfélék (Chrysomelidae) családjába tartozó faj.

## Előfordulása
A foltsávos pajzsbogár elterjedési területe Európa és Ázsia mérsékelt övi területei. Magyarországon közönséges, helyenként tömeges.

## Megjelenése
A foltsávos pajzsbogár 6-9 milliméter hosszú. Teste jellegzetesen pajzs alakú, felül zöld vagy sárga, az előtor hátának tövén olykor összefolyó barnás foltokkal. A szárnyfedők és az előtor háta annyira illeszkednek egymáshoz, hogy a bogár egészében lapos testét mintegy összefüggő héjként borítják. A fej alig látható, csupán a vékony csápok nyúlnak ki az előtor alól. Ugyanez érvényes a lábak külső tagjaira is. Veszély esetén az állat úgy odanyomja magát az aljzathoz, hogy pajzsának pereme teljesen felfekszik azon, feje, csápjai és lábai egészen eltűnnek alatta. Míg a zöld pajzsbogár (Cassida viridis) felsőteste egyszínű zöld, a foltsávos pajzsbogár arról ismerhető fel, hogy a szárnyfedők varrata elöl barnásvörös, de a csúcs felé elkeskenyedik. Közép-Európában mintegy 30 különböző, de egymástól nehezen elhatárolható pajzsbogár-faj fordul elő.

## Életmódja
A foltsávos pajzsbogár rétek, sövények és mezsgyék lakója. Tápnövényei a mezei aszat (Cirisium arvense), mocsári aszat (Cirsium palustre) és a gilisztaűző varádics (Tanacetum vulgare).

## Szaporodása
A hímek kinyújtható párzószervvel rendelkeznek, amellyel a nőstény páncélja alatt levő ivarnyílást elérhetik. A nőstények tápnövényükre rakják le petéiket, ahol a lárvák gyorsan kifejlődnek. Olykor valamennyi fejlődési állapotú állatot egyidejűleg megtalálhatjuk ugyanazon a tápnövényen. A lárvák a talajban bábozódnak be.